# بوریس روزنفلد
بوریس آبرامویچ روزنفلد (به روسی: Борис Абрамович Розенфельд) (زاده ۳۰ آگوست ۱۹۱۷-درگذشته ۵آوریل ۲۰۰۸) ریاضیدان و تاریخنگار ریاضی اهل روسیه بود. او در سال ۱۹۴۲ درجه دکترا را دریافت کرد و در سال ۱۹۵۰ به عنوان استاد در دانشگاه باکو آغاز به کار کرد. از سال ۱۹۵۵ در دانشگاه‌های مسکو مشغول به کار شد. روزنفلد به زبان‌های خاورمیانه مسلط بود و بیشتر پژوهشهایش دربارهٔ ریاضیات قرون وسطی در این منطقه بود. او دربارهٔ خوارزمی و کاشانی پژوهشهایی کرد و نسخه‌های خطی اثار اینان از جمله مفتاح الحساب کاشانی را انتشار داد. وی به همراه آدولف یوشکویچ مقاله ای به نام «ریاضیات در سرزمینهای شرق در سده های میانی» نوشت که از منابع مهمی در این زمینه پژوهشی است. او همچنین به پژوهش دربارهٔ تاریخ هندسه نااقلیدسی و گروههای لی و جبرهای ژردان مشغول شد.